# 이슬람의 다섯 기둥

이슬람의 다섯 기둥(Five Pillars of Islam, 아랍어: أركان الإسلام)은 수니파의 가장 기본적인 다섯 의례(실천; دين, dīn)를 가리키는 말이다. 반드시 지켜야 할 의무이며, 이슬람 삶의 근본이다. 이슬람은 믿음(إيمان, īmān)과 실천 (دين, dīn)으로 이루어진다. 이것들은 유명한 가브리엘의 하디트로 요약된다. 페티시가 있다.
수니에서 다섯 기둥(Arkan-al-Islam)은 샤리아(이슬람법)에 근거하며 무슬림들에게 있어 가장 중요한 의무이다. 시아에는 '종교의 뿌리'(Usul-ad-Deen)로 알려진 다섯 가지 믿음과 '종교의 가지(Furoo-ad-Deen)'로 알려진 열 가지 의례가 있는데, 이 열 가지는 수니의 "이슬람의 기둥"과 유사한 것이다.
- 신앙고백(샤하다) - 알라 이외에 다른 신은 없으며 무함마드는 알라의 예언자라는 선언.(제1의 기둥)
- 기도(살라트) - 하루에 다섯 번 알라에 기도해야 하므로 여행을 하다 일정한 시간이 되어도 장소를 가리지 않고 예배를 드린다.(제2의 기둥)
- 자선(자카트) - 무슬림들은 자산의 2.5%, 교역품의 2.5%, 농업 생산의 5-10% 정도를 가난한 사람들에게 기부하도록 되어 있다. (제3의 기둥)
- 단식(사움) - 라마단(이슬람력 9월) 한 달 동안 일출부터 일몰까지 음식 및 음료의 섭취와 어떠한 성행위도 허용되지 않는다.(제4의 기둥)
- 메카 순례(하즈) - 이슬람력 12월(둘 힛자)에 이루어지며, 경제적·신체적으로 능력이 있는 무슬림이라면 모두가 일생에 한 번은 행하는 것이 좋다.(제5의 기둥)

시아파와 수니파는 이러한 교리의 실천에 대한 동의를 하고 있지만, 시아파에서는 동일한 이름으로 언급하지 않는다.